# 도쿠6 도쿠시마
도쿠6 도쿠시마(とく6徳島, とくろくとくしま)는 NHK 도쿠시마 방송국에서 방송되고 있는 저녁 로컬 뉴스이며 정보 프로그램이다.

## 방송 개요
「뉴스 도쿠시마 610」의 종료를 받아 2010년 4월 5일에 방송을 시작했다. 도쿠시마현 지역의 하루의 뉴스·화제를 전하고 있다.

## 방송 시간
- 매주 월 ~ 금 저녁 6시 10분 ~ 7시(50분) NHK 종합 텔레비전 방송